# Michail Anatoljewitsch Rewin
Michail Anatoljewitsch Rewin (russisch Михаил Анатольевич Ревин; * 18. September 1984 in Woronesch) ist ein ehemaliger russischer Handballspieler.

## Karriere

### Verein
Michail Rewin lernte das Handballspielen bei Energija Woronesch, mit dessen erster Mannschaft er auch an der russischen Super League und am Europapokal der Pokalsieger teilnahm. Anfang 2009 wechselte der 2,05 m große linke Rückraumspieler zum belarussischen Verein Brest GK Meschkow, mit dem er 2011 den belarussischen Pokal gewann und erneut am Europapokal der Pokalsieger sowie am EHF-Pokal teilnahm. In der Saison 2012/13 wurde er mit HK Motor Saporischschja ukrainischer Meister. In der folgenden Spielzeit lief er für den französischen Klub Dijon Métropole Handball in der Ligue Nationale de Handball auf, musste am Saisonende aber in die zweite Liga absteigen. Die letzten Jahre seiner Karriere verbrachte er in Spanien bei den Zweitligisten Bidasoa Irún und CDB Oviedo sowie den Erstligisten Club Balonmano Villa de Aranda, Ángel Ximénez Puente Genil und Club Balonmano Benidorm.

### Nationalmannschaft
Mit der russischen Nationalmannschaft nahm Rewin an der Weltmeisterschaft 2009 in Kroatien teil. Dort warf er acht Tore in neun Spielen und belegte mit der russischen Auswahl den 16. Platz.